# Arena Carioca 2
Die Arena Carioca 2 ist eine Mehrzweckhalle im Olympiapark Rio de Janeiro, die mit zwei weiteren Hallen verbunden ist.

## Geschichte
Die Arena Carioca 2 ist die mittlere von den drei Carioca Arenen und wurde für die Olympischen Sommerspiele 2016 auf dem Gelände einer ehemaligen Rennstrecke erbaut. Nach drei Jahren Bauzeit wurde die Halle am 14. Mai 2016 vom Sportminister Leonardo Piccianieröffnet. Ebenfalls anwesend waren die Judoka Sarah Menezes, die Ringerin Joice Silva sowie die Nationalmannschaft im Boccia. Die Kapazität der Halle betrug während den Olympischen Spielen 10.000 Zuschauer. Es fanden in der Arena die Wettkämpfe im Judo und Ringen statt. Im Rahmen der anschließend stattfindenden Paralympics 2016 wurde die Halle als Wettkampfstätte für die Spiele im Boccia genutzt. Nach den Spielen wurde die 4000 Quadratmeter große Halle zum Trainingszentrum umfunktioniert  und konnte zudem für Messen oder Kongresse gemietet werden.
Im Januar 2020 ordnete ein Gericht, wegen fehlenden Sicherheitsunterlagen, die vorübergehende Schließung aller Sportstätten im Olympiapark von Rio de Janeiro an.